# Red cunt, repensant la regla
Red cunt, repensant la regla (títol original, Red Cunt, Reconsidering Periods) és una pel·lícula documental de 2022 dirigida per Toti Baches, que aborda el tabú de la menstruació mitjançant debats i diàlegs.
La pel·lícula es va estrenar el 27 de maig de 2022, un dia abans del Dia Mundial de la Higiene Menstrual. Aquesta pel·lícula forma part de la primera d'una sèrie de tres obres, titulada Trilogia de les emes, que pretén exposar la menstruació, la masturbació i la menopausa. L'obra està narrada en català (un 23%), en alemany i en anglès; i compta amb l'opció de doblatge i subtitulació en català.

## Argument
La pel·lícula se centra en la concepció social de la menstruació, amb la intenció de trencar els prejudicis, les pors i els tabús que l'envolten. En aquest sentit, articula diferents diàlegs, debats i entrevistes, majoritàriament a dones, per tal de treure de la marginació social tot allò que envolta la regla. Així mateix, també es plantegen interrogants per tal de convidar el públic a la reflexió social amb preguntes com: per què està tan discriminada la regla? Qui treu profit d'aquesta discriminació? De quin estatus gaudiria si la tinguessin els homes? Aquests actes de reflexió es fan a través de la Mensi, un ésser animat de sang que, durant anys, acompanya la Isabel un parell de dies al mes.

## Repartiment
El repartiment principal està format per:
- Ian Bermúdez com a ell mateix
- Alisa Eresina com a ella mateixa
- Laida Memba com a ella mateixa
- Clara Moraleda com a ella mateixa
- Laura Méritt com a ella mateixa
- Charlotte Pfeifer com a ella mateixa
- Stepha Zanella com a ella mateixa